# Дирварі (Прахова)
Дирварі (рум. Dârvari) — село у повіті Прахова в Румунії. Входить до складу комуни Валя-Келугеряске.
Село розташоване на відстані 53 км на північ від Бухареста, 10 км на схід від Плоєшті, 92 км на південний схід від Брашова.

## Населення
За даними перепису населення 2002 року у селі проживали 608 осіб, усі — румуни. Усі жителі села рідною мовою назвали румунську.